# ستيفن أوسترو
ستيفن أوسترو (بالإنجليزية: Steven J. Ostro) (و. 1946 – 2008 م) هو عالم فلك من الولايات المتحدة الأمريكية .
توفي عن عمر يناهز 62 عاماً.

## التعليم
تعلم في معهد ماساتشوست للتكنولوجيا، وجامعة روتجرز، وجامعة كورنيل، وكلية الهندسة في جامعة كورنويل

## مناصب وهيئات
أدار جامعة كورنيل.